# Little Broken Hearts
Little Broken Hearts (stylizowany na …Little Broken Hearts) – piąty album amerykańskiej wokalistki Norah Jones, wydany w roku 2012, przez Blue Note Records.
Piosenkara nagrała tę płytę przy współpracy z producentem Brianem Burtonem, bardziej znanym pod pseudonimem Danger Mouse, który współpracował wcześniej między innymi z  The Black Keys, Gnarls Barkley, oraz Beck Hansenem. Teksty piosenek są wspólnego autorstwa Nory i Briana Burtona. Na płycie wokalistka zagrała na  gitarze klasycznej, basowej, pianinie a także keyboardzie natomiast Danger Mouse odpowiedzialny był za aranżację perkusji, gitary basowej i klasycznej, keyboardu oraz instrumentów smyczkowych.
Inspiracją do stworzenia okładki płyty były plakaty wiszące w studiu nagrań Briana Burtona w Los Angeles, przedstawiające reklamy filmów Russa Meyera z połowy XX wieku. Norze Jones szczególnie spodobał się plakat stworzony do filmu pod tytułem „Mudhoney”, przedstawiający twarz młodej dziewczyny.

## Lista utworów
1. Good Morning – 3:17
2. Say Goodbye – 3:27
3. Little Broken Hearts – 3:12
4. She's 22 – 3:10
5. Take It Back – 4:06
6. After the Fall – 3:42
7. 4 Broken Hearts – 2:59
8. Travelin' On – 3:06
9. Out on the Road – 3:28
10. Happy Pills – 3:34
11. Miriam – 4:25
12. All a Dream – 6:29